# Краснополье (Славянский район)
Краснополье (укр. Краснопілля) — село в Святогорской городской общине Краматорского района Донецкой области Украины.

## Общие сведения
Население по переписи 2001 года составляет 327 человек. Почтовый индекс — 84140. Телефонный код — 626.

## Географическое положение
Расположено в 10 км к юго-западу от города Святогорск.

## Происхождение названия
Отсюда начинаются ровные чернозёмные хорошие (красные) земли (поля), в отличие от лесистых холмов Донецкого кряжа.

## Достопримечательности
- Братская могила воинов, павших в годы ВОВ.
- Ивановский (Краснопольский) дубовый лес.
- Краснопольское лесничество.

## Местная власть
84130, Донецкая область, Краматорский район, г. Святогорск, ул. Владимира Сосюры, 8.